# Hatsukoi Limited.
Hatsukoi Limited. (初恋限定。, ハツコイリミテッド) là loạt manga do Kawashita Mizuki sáng tác. Tác phẩm được xuất bản bởi Shueisha trên tạp chí truyện Weekly Shōnen Jump từ ngày 5 tháng 10 năm 2006 đến ngày 15 tháng 5 năm 2008, các chương sau đó được tập hợp lại thành 4 tankōbon. Cốt truyện xoay quanh những tình cảm, tình yêu trong cuốc sống của các học sinh lớp tám cho đến trung học, ban đầu chỉ là những mẫu truyện đơn lẻ nhưng sau đó dần dần nối kết với nhau để tạo thành một bức tranh mô tả hoàn chỉnh hơn về cảm nhận những mối tình đầu của các nhân vật và cách chúng phát triển so với nhau.
Tác phẩm đã được chuyển thể thành các loại hình truyền thông khác như drama CD, light novel, anime... J.C.Staff đã thực hiện chuyển thể anime và đã phát sóng tại Nhật Bản từ ngày 11 tháng 4 đến ngày 27 tháng 6 năm 2009 với 12 tập.

## Tổng quan

### Nhân vật
Arihara Ayumi (有原 あゆみ, ありはら あゆみ)
Lồng tiếng bởi: Ise Mariya
Ayumi là một học sinh lớp 8 được biết đến ở chương một của bộ truyên cũng như ở tập một của anime khi mà cô "bị" tỏ tình bởi Zaitsu Misao. Cô được bạn bè khuyên là nên chấp nhận lời tỏ tình. Tuy nhiên việc đó làm cô gặp ác mộng và hi vọng điều đó chỉ là ác mộng. Với việc Ayumi có tình cảm với em trai của Misao là Zaitsu Mamoru, Ayumi đã từ chối tình cảm của Misao tuy nhiên cô bị bắt cóc bởi những người ghét Misao để buộc Misao phải đến. Sau khi Misao hạ gục tất cả những kẻ bắt cóc anh bị Ayumi cho một đá nốc ao làm cho tất cả kẻ những kẻ bắt cóc (kể cả Zaitsu Mamoru đang đứng bên ngoài nhìn vào xem tình hình của anh mình) thất kinh hồn vía và xin được tha thứ.
Enomoto Kei (江ノ本 慧, えのもと けい)
Lồng tiếng bởi: Itō Shizuka
Enomoto là bạn của Ayumi cô có thân hình và khuôn mặt trưởng thành hơn độ tuổi của mình. Cô luôn có khả năng và muốn đều khiển người khác. Enomoto luôn nghĩ rằng điều quan trọng đáng để chú ý của một người con trai là phải đẹp trai. Tuy nhiên cô lại thấy rằng mình có tình cảm với người mà cô ghét nhất, cũng là người luôn xuất hiện khi cô cần nhất và cũng là người làm cho cô bực mình nhất là Kusuda Etsu người mà cô luôn gọi là Kappa (Hà Bá) vì khá xấu trai. Chính điều này làm cho cô bị rối trí và luôn cố gắng nghĩ rằng những ai đẹp trai mới đáng quan tâm. Dù vậy Enomoto lại là người có khả năng đọc thấu Kusuda và biết mọi thứ mà anh chàng này thích cũng như có khả năng bẫy Kusuda bất kỳ khi nào cô muốn. Và sau này chính cô cũng đã tham gia đi tìm Kusuda khi anh chàng chạy đi trên xe đạp thẳng về phía Đông hướng ra biển cùng vài người bạn.
Bessho Koyoi (別所 小宵, べっしょ こよい)
Lồng tiếng bởi: Toyosaki Aki
Koyoi là một người bạn khác của Ayumi tuy nhiên cô có tình cảm và luôn dính chặt với chính anh trai của mình là Bessho Yoshihiko. Và khi cô nghĩ rằng anh mình đang yêu một người mà cô nghĩ là "trùm cuối" là Yamamoto Misaki cô đã bám theo anh chàng và khi biết Yamamoto không có tình cảm với anh ta, Koyoi đã mừng thầm. Tuy nhiên cô vẫn coi Yamamoto như đối thủ của mình và cần phải bị đánh bại (mặc dù Koyoi không bằng được với Yamamoto về tất cả các mặt mà cô cho là cần thiết để có thể thu hút được sự chú ý của anh mình).
Dobashi Rika (土橋 りか, どばし りか)
Lồng tiếng bởi: Kotobuki Minako
Rika là người hiếu động nhất trong nhóm và là người thích chọc người khác.Tính nết khá giống con trai cô tham gia các sự kiện hoạt động thể thao tại trường. Cô học cùng lớp với Ayumi. Rika bắt đầu có tình cảm với Terai Haruto người chơi Tennis cùng với cô trong các buổi luyện tập dù vậy cô không bày tỏ ngay lập tức với anh ta vì cô muốn chắc về tình cảm của mình. Sau khi Enomoto Kei nói cho cô biết về những gì mà Haruto cảm nhận và suy nghĩ, Rika bị lấn áp bởi tình cảm của chính mình và đã bất ngờ hôn Haruto khi anh ta bày tỏ tình cảm của mình cũng như quyết định để tình cảm của mình đi xa hơn.
Chikura Nao (千倉 名央, ちくら なお)
Lồng tiếng bởi: Fujimura Ayumi
Nao là một người bạn cùng lớp với Ayumi, cô ta luôn chú ý đến bức tranh vẽ hoa anh đào của Renjou Yukiko và luôn muốn có thể đạt được khả năng vẽ như anh ta. Trong một buổi chiều khi Nao đang tập vẽ lại bức tranh ấy thì cô gặp Renjou và anh ta đã dạy cho cô vẽ bức tranh mà cô luôn mong muốn cho đến khi anh ta phải rời Nhật Bản. Và trước khi anh rời đi anh ta đã vẽ lại gần như hoàn tất bức tranh hoa anh đào nở cùng với Chikura Nao đang đứng mỉm cười trong đó, vì Renjou đi mà không nói lời chia tay với Nao (vì anh ta không thể nói trực diện lời chia tay mà chỉ có thể để lại một bức thư kẹp trong bức tranh) nên cô đã khóc tuy nhiên vì bức thư đã nói rằng hãy luôn mỉm cười nên cô đã hoàn tất bức tranh và cảm thấy niềm hạnh phúc dâng trào nên cô đã mỉm cười. Sau này sau khi cô cùng với các bạn đi tìm những chàng trai đã chạy về hướng đông với những người bạn của mình cô đã biết được tình cảm của Sogabe Hiroyuki dành cho mình và cô đã chấp nhận nó.
Zaitsu Mamoru (財津 衛, ざいつ まもる)
Lồng tiếng bởi: Irino Miyu
Mamoru là em trai của Zaitsu Misao người có ước mơ trở thành một cứu hộ viên. Anh ta là người mà Arihara Ayumi có tình cảm nhưng Mamoru lại có tình cảm với Yamamoto Misaki người sống ở ngay kế bên nhà. Khi Mamoru đi cùng với anh mình Misao đi giải cứu Ayumi anh đã thấy cảnh Ayumi hạ đo ván Misao chỉ bằng một đá mặc dù cô chỉ lớn bằng 1/3 Misao anh đã bị sốc và luôn tự thuyết phục rằng mình chưa hề nhìn thấy bất kỳ thứ gì mỗi lần Ayumi nói chuyện với anh ta. Sau khi biết Yamamoto có tình cảm với một người khác là Arihara Yuuji (anh của Ayumi) Mamoru đã quyết định đi cùng với hai người bạn lên xe đạp đi thẳng về phía Đông hướng ra biển để có thể tìm chính mình.
Kusuda Etsu (楠田 悦, くすだ えつ)
Lồng tiếng bởi: Asanuma Shintaro
Kusuda Etsu là người có đầu óc hơi "đen tối" luôn luôn muốn nhìn thấy các cô gái mặc trang phục cổ động viên và chú ý đến "vòng một" của họ, anh là người mà Enomoto Kei ghét nhất vì anh ta luôn làm cô bực mình (cô luôn gọi anh ta là Kappa) tuy nhiên anh ta lại luôn xuất hiện và giúp đỡ Kei "vì lợi ích của lý tưởng" của anh chàng khi cô cần nhất và đã giúp cho Kei vượt qua nhiều rắc rối mặc dù "lý tưởng" của anh ta không được thực hiện (được nhìn thấy các cô gái trong trang phục cổ động viên thay vào đó chính anh ta là người mặc trang phục cổ động viên). Càng về sau anh càng được sự chú ý của Kei và tình cảm của anh ta cũng dần được hình thành với Kei. Sau này anh ta có thêm được sự chú ý của Fudounomiya Sumire người hoàn toàn khớp với ý tưởng của anh ta (có "vòng một" hoàn hảo) tuy nhiên anh đã chọn Kei thay vì Sumire để bày tỏ tình cảm của mình.
Haruto Terai (寺井 春人, てらい はると)
Lồng tiếng bởi: Okamoto Nobuhiko
Terai là thành viên của câu lạc bộ tennis tại trường là người một ít năng khiếu về thể thao tuy nhiên lại không có thể chất tốt. Nhưng với sự trợ giúp của Dobashi Rika anh đã trở nên thành vận động viên hạng trung. Cùng lúc đó anh thấy rằng mình có tình cảm với Rika, tuy nhiên Rika lại hay chọc Terai, và cả hai hay nắm tay nhau trên đường về (sau này Rika cảm thấy hơi xấu hổ khi làm vậy). Sau cùng anh ta đã bày tỏ tình cảm của mình với Rika và được bất ngờ hôn điều mà sẽ thắt chặt hơn quan hệ của họ.
Sogabe Hiroyuki (曽我部 弘之, そがべ ひろゆき)
Lồng tiếng bởi: Sakurai Takahiro
Hiroyuki là bạn của Kusuda, là một người khá cứng ngắt và có sự tự ái rất cao. Hiroyuki luôn muốn gần gũi với Chikura Nao tuy nhiên khi biết cô ta có tình cảm với Renjou Yukiko là một họa sĩ và đã tốt nghiệp ra trường. Anh ta đã đi cùng hai người bạn về phía biển với ý nghĩ chỉ có hai ngày để có thể hét những gì mà mình đang cất trong lòng ra biển để dễ chịu hơn (tuy nhiên Chikura Nao và nhóm bạn của mình với sự chỉ đạo của Enomoto Kei cũng đi ra biển để tìm "ba chàng trai chạy trốn" ở ngay phía sau và nghe hết mọi chuyện). Nao đã chấp nhận tình cảm của Hiroyuki và hai người trở nên thân thiết hơn.
Fudōnomiya Sumire (不動宮 すみれ, ふどうのみや すみれ)
Lồng tiếng bởi: Kawasumi Ayako
Sumire là trưởng nhóm của câu lạc bộ kịch nghệ tại trường. Cô muốn tạo ra những vở kịch hoàn hảo mỗi khi cô dàn dựng. Và cô đã chọn Kusuda Etsu trong vai Kappa vì anh chàng trông rất giống Hà Bá với việc Sumire luôn tìm cách bẫy anh chàng bằng "vòng một" của mình đều mà Enomoto Kei luôn lo ngại (hay nói cách khác Sumire chính là đối thủ của Kei trong việc thu hút sự chú ý của Etsu).
Andō Soako (安藤 そあこ, あんどう そあこ)
Lồng tiếng bởi: Goto Saori
Soako là nhân vật chính trong 6 truyện ngắn được thêm vào khi phát hành DVD cũng như mỗi cuối của 4 tập truyện. Soako sau khi chạy đến trường khi bị trễ học thì phát hiện mình quên mặc đồ lót và cô đã phải cố gắng để đánh lạc hướng mọi người để không ai phát hiện ra sự vụng về của mình. Cuối cùng Soako được sự giúp đỡ của Mamoru làm cho cô có tình cảm với anh ta (đây sẽ là cơn ác mộng của Ayumi).

#### Những học sinh trường trung học
Zaitsu Misao (財津 操, ざいつ みさお)
Lồng tiếng bởi: Nomura Kenji
Misao được mệnh danh là người thú vì anh to như một con gấu. Misao bị mọi người sợ (thậm chí cả các sinh vật xung quanh). Anh ta có rất nhiều kẻ thù vì vẻ ngoài của mình và anh đã hạ rất nhiều và gần như bất bại (cho đến khi Ayumi hạ đo ván anh ta chỉ với một cú đá). Tuy nhiên Misao cũng là người nhút nhát nhất là khi phải nói chuyện, Misao đã viết một bức thư tỏ tình cho Ayumi dù vậy khi gặp anh ta không thể gọi tên Ayumi. Misao có tình cảm với Ayumi sau khi thấy cô trong bức ảnh chụp hình lớp của em trai mình là Zaitsu Mamoru (tình yêu sét đánh?) đều mà làm cho Misao vượt qua cả một tai nạn mà người bình thường có lẽ "lên đường" sớm với ý chí là phải đi theo và bảo vệ cho Ayumi khỏi mọi nguy hiểm. Sau khi Ayumi nói rằng anh làm cho cô ta sợ khi cứ khư khư đi theo cô ta Misao đã chuyển sang "bảo vệ từ xa" cho cho Ayumi.
Arihara Yuuji (有原 有二, ありはら ゆうじ)
Lồng tiếng bởi: Yoshino Hiroyuki
Yuuji là anh của Ayumi tuy nhiên lại có đặc điểm là lại thích chính em gái của mình và muốn được chiều chuộng bởi cô (anh ta sẵn sàng làm bất cứ điều gì để làm cô vui lòng ngoại trừ việc chống lại Misao) chính về thế mà anh chàng này "ăn đòn" bởi chính em gái mình hơi bị nhiều vì luôn làm cô xấu hổ trước bạn bè. Yamamoto Misaki để ý đến Yuuji sau khi anh ta nhét một viên kẹo mút vào miệng cô ta để mô tả việc Misao đã dụ dỗ em mình như thế nào (anh ta bị nhầm Zaitsu anh với Zaitsu em khi mà Ayumi chỉ gọi Zaitsu Mamoru người mà cô có tình cảm là Zaitsu). Tuy nhiên Yuuji chỉ quan tâm đến Ayumi chỉ sau khi biết được tình cảm của Yamamoto Misaki sau khi được hỏi bởi Bessho Yoshihiko về việc anh ta có bất kỳ tình cảm gì với Misaki không. Kết thúc có vẻ họ trở thành một cặp.
Yamamoto Misaki (山本 岬, やまもと みさき)
Lồng tiếng bởi: Tanaka Rie
Misaki là học sinh trung học năm đầu là bạn của Meguru và Yuu. Cô là hàng xóm của anh em Zaitsu và là bạn thời thơ ấu của họ, cô thường đi qua nhà Zaitsu qua lối cửa sổ ở phòng Mamoru và là người duy nhất không sợ Misao. Misaki luôn nghĩ rằng mình chưa cần có tình cảm với bất cứ ai mặc dù cô có rất nhiều người theo đuổi vì cô rất đẹp. Sau đó cô có tình cảm với Arihara Yuuji người đã nhét một cây kẹo ngậm vô miệng của cô (để làm ví dụ người bị nhét đáng ra phải bực mình thế nào cho bạn của anh ta). Cho dù cô có tình cảm với Yuuji thì cô chưa quen với việc bày tỏ tình cảm của mình với anh ta và luôn làm cho anh ta bực mình. Khi Yuuji quyết định sử dụng đúng cách của Misaki (dội bom đối phương bằng hàng tấn câu hỏi) để để đối phó với cô ta Misaki đã nói với Yuuji là để cho cô yên. Tuy nhiên vào cuối truyện sau khi Yuuji giải thích ý nghĩ của mình về tình yêu sẽ luôn cho người ta thấy bộ mặc khác của mình chứ không chỉ mặc mà mình muốn cho mọi người thấy. Misaki đã quyết định hành động và nói rằng Yuuji giờ đây không thể chạy trốn được nữa cũng như họ đã trở thành một đôi.
Enomoto Yū (江ノ本 夕, えのもと ゆう)
Lồng tiếng bởi: Sato Satomi
Yuu là chị của Enomoto Kei tuy nhiên mọi người luôn lầm tưởng ngược lại khi lần đầu tiên gặp vì cô có thân hình nhỏ hơn tuổi của mình. Cô gần như giỏi, thích thú và hiểu biết về bất cứ mọi việc và được mọi câu lạc bộ trong trường chú ý. Cũng như em mình cô có sự chú ý của rất nhiều chàng trai và tất cả đều là thành viên của các câu lạc bộ tại trường muốn Yuu tham gia những dự án của họ, dù vậy nếu mọi chuyện liên quan đến những việc mà cô thấy thích thú thì cô không ngại kết bạn với họ.
Uemura (上村, うえむら)
Uemura là một nhân vật chỉ xuất hiện trong manga. Có ước mơ trở thành một nhà vẽ truyện tranh nổi tiếng từ khi anh chỉ mới lên 5. Anh ta quyết định lấy Yuu làm nhân vật mẫu cho câu chuyện mới của mình. Yuu là người đầu tiên biết về việc này khi anh ta đang vẽ lại cô và cô đồng ý giúp Uemura trong việc hoàn tất câu truyện. Uemura đã trở nên có tình cảm với Yuu và muốn trở thành bạn trai của Yuu nhưng khi biết rằng cũng hàng trăm người cũng có ý muốn như vậy khi ghé nhà của Yuu anh ta đã quyết định là sẽ quyết tâm hơn trong việc hoàn thành giấc mơ của mình để có thể có được sự chú ý của Yuu (ngó bộ anh chàng sẽ có một chặng đường rất dài và gian khổ để đi).
Bessho Yoshihiko (別所 良彦, べっしょ よしひこ)
Lồng tiếng bởi: Hino Satoshi
Yoshihiko là học sinh trung học năm thứ nhất là anh của Bessho Koyoi (người luôn muốn sự chú ý của anh mình). Tuy nhiên Koyoi lại có tình cảm với Yamamoto Misaki và khi biết rằng cô có tình cảm với bạn mình là Arihara Yuuji (người luôn muốn sự chú ý của em gái mình) thì anh quyết định đứng sang một bên và cố gắng giúp họ có thể đến được với nhau.
Watase Meguru (渡瀬 めぐる, わたせ めぐる)
Lồng tiếng bởi: Shiraishi Ryoko
Meguru là bạn thân của Misaki và Yuu. Khi ở trường trung học cơ sở cô đã đoạt giải nhất môn bơi, và được đăng ký luyện tập để trở thành vận viên Olympic. Tuy nhiên cô đã từ bỏ việc bơi khi vào trung học phổ thông vì "vòng một" của cô phát triển hơi quá và thu hút quá nhiều sự chú ý khi mặc đồ bơi. Dù vậy người mà cô thầm thích là Takei Gengorou lại không quan tâm đến điều đó mà lại quan tâm đến khả năng bơi lội của cô. Bạn bè của Meguru luôn động viên cô đừng xấu hổ và giấu điểm yếu của mình. Với sự vận động và thuyết phục của Gengorou cô đã tham gia vào đội bơi chủ yếu để cứu câu lạc bộ bơi lội của trường vì họ chỉ có năm người và một người đã bỏ đi, sau này cô đã trở thành huấn luyện viên của toàn đội cũng như vui vẻ khi Gengorou coi cô như một người trưởng thành.
Takei Gengorō (武居 源五郎, たけい げんごろう)
Lồng tiếng bởi: Nakai Kazuya
Gengorou là người ở lớp trên và luôn tìm cách thuyết phục Meguru tham gia đội bơi. Gengorou là bạn thời thơ ấu của Meguru người đã cùng bơi với cô khi còn nhỏ. Anh ta là tổ trưởng của đội bơi của trường, khi Gengorou thấy thuyết phục Meguru không có kết quả anh đã thách đấu với Meguru (ai thua sẽ phải chấp nhận yêu cầu của người thắng cho dù đó là bất cứ điều gì) và đã bị thua. Với việc đó Gengorou đã thành công trong việc thuyết phục Meguru tham gia đội bơi vì đã chỉ cho cô thấy rằng tại sao cô thích bơi từ khi còn nhỏ. Cũng như anh ta muốn Meguru tham gia như một người thích bơi và là bạn của anh ta hơn là vì chức vô địch.
Renjō Yukito (連城 由紀人, れんじょう ゆきと)
Lồng tiếng bởi: Ishida Akira
Yukito là họa sĩ đã vẽ bức tranh mà Chikura Nao luôn ngưỡng mộ và muốn bắt chước nét vẽ. Anh đã đồng ý dạy cho Nao vẽ cho đến khi anh ta tốt nghiệp. Anh ta đã đến một trường có uy tín là trường trung học phổ thông Kaitei và đây là năm anh ta tốt nghiệp. Sau khi Yukito giúp Nao hoàn thành gần xong tác phẩm mà cô hàng mơ ước (cũng là lúc mà anh tốt nghiệp) Yukito đã để lại một bức thư chia tay cùng tất cả những gì mà cô cần để có thể hoàn tất bức tranh trong vài bước kế tiếp và rời Nhật Bản.
Kyūma Nanoka (久間 菜の花, きゅうま なのか)
Lồng tiếng bởi: Yahagi Sayuri
Nanoka là học sinh trung học năm đầu và là người luôn tự nhận mình là đối thủ của Watase Meguru trong việc bơi lội. Mọi người luôn lầm tưởng cô là học sinh tiểu học do cô quá nhỏ so với tuổi của mình. Nanoka luôn thách đấu với Meguru trong việc bơi đua để có thể đánh bại cô chính đều này đã góp phần làm cho Meguru trở về với bơi lội. Nanoka luôn gọi Meguru là Q-chan cái tên mà cô rất ghét.

#### Nhân vật trong light novel
Hongō Yukari (本郷 ゆかり, ほんごう ゆかり)
Inoyama Takeshi (猪山 毅, いのやま たけし)
Jinnouchi Shiho (陣内 志穂, じんのうち しほ)

## Truyền thông

### Manga
Loạt manga do Kawashita Mizuki sáng tác và đăng trên tạp chí truyện tranh dành cho shōnen là Weekly Shōnen Jump của Shueisha tại Nhật Bản từ ngày 5 tháng 10 năm 2006 đến ngày 15 tháng 5 năm 2008. Shueisha sau đó đã tập hợp các chương lại và phát hành thành 4 tankōbon. Waneko đã đăng ký bản quyền để tiến hành phân phối tại Ba Lan, Kaze đăng ký tại Pháp, Planet Manga đăng ký tại Ý, CultureCom Comics đăng ký tại Hồng Kông, Nhà xuất bản Đông Lập đăng ký tại Đài Loan.

### Drama CD
Shueisha đã phát hành một drama CD có tên Hatsukoi Limited. ~Koiseyo otome! Dokidoki ☆ Carnival~ (初恋限定。〜恋せよ乙女！ドキドキ☆カーニバル〜) vào ngày 16 tháng 2 năm 2009.
Một drama CD khác có tên Hatsukoi Limited. Drama CD "Niji-iro Drop" (初恋限定。 ドラマCD 「虹色ドロップ」) đã phát hành vào ngày 26 tháng 8 năm 2009. Cốt truyện bổ sung cho cốt truyện chính của bộ anime, làm sáng tỏ hơn câu truyện giữa Arihara Yuuji và Yamamoto Misaki.

### Light novel
Sawako Hirabayashi đã thực hiện chuyển thể light novel với sự minh họa của Kawashita Mizuki với tên Shōsetsu Hatsukoi Limited. -Winter Photography- (小説 初恋限定。-ウィンター・フォトグラフィー-) và Shueisha đã xuất bản thành 1 tập vào ngày 23 tháng 3 năm 2009 dưới nhãn JUMP jBOOKS.

### Internet Radio
Một chương trình phát thanh trên mạng có tên Sei to Mariya no Koi-Irodori Gentei(Koi-Iro Limited). (静と茉莉也の恋彩限定（コ・イ・イ・ロ リミテッド）。) với người dẫn chương trình là nhân vật Enomoto Kei và Arihara Ayumi đã được thực hiện và phát song song với bộ anime từ ngày 23 tháng 3 đến ngày 27 tháng 7 năm 2009 với 17 chương trình. Đĩa tập hợp các chương trình này đã phát hành vào ngày 18 tháng 9 năm 2009.

### Anime
J.C.Staff đã thực hiện chuyển thể anime của tác phẩm với sự đạo diễn của Yamakawa Yoshiki, Shitaya Tomoyuki lo phần thiết kế các nhân vật cho các nhân vật được chọn (hầu hết các nhân vật). Bộ anime đã phát sóng từ ngày 11 tháng 4 năm 2009 đến ngày 27 tháng 6 năm 2009 tại Nhật Bản trên kênh BS11 với 12 tập. Phiên bản DVD/BD cũng đã được phát hành, ngoài ra còn có 6 tập phim ngắn đã được thực hiện để đính kèm vào các hộp đĩa. Sentai Filmworks đã đăng ký bản quyền phiên bản tiếng Anh để phân phối tại thị trường Bắc Mỹ.
Các tập anime
| #  | Tựa                                                    | Ngày chiếu đầu tiên |  |
| -- | ------------------------------------------------------ | ------------------- |  |
|    |                                                        |                     |  |
| 01 | "Bishōjo A to yajū Z" (美少女Aと野獣Z)                 | 11/04/2009          |  |
| 02 | "Tonari no Yamamoto-san" (となりの山本さん)            | 18/04/2009          |  |
| 03 | "Yurameki Anbaransu" (ゆらめきアンバランス)            | 25/04/2009          |  |
| 04 | "Sekai no Dare yori Daisuki na" (世界の誰より大好きな) | 02/05/2009          |  |
| 05 | "Tomadoi Daibingu" (とまどいダイビング)                | 09/05/2009          |  |
| 06 | "Yuki ga Furidasu Sono Mae ni" (雪が降り出すその前に)  | 16/05/2009          |  |
| 07 | "Kisu o Shiyō yo" (キスをしようよ)                     | 23/05/2009          |  |
| 08 | "Chokorēto Bomā no Yūutsu" (チョコレート·ボマーの憂鬱) | 30/05/2009          |  |
| 09 | "Sono Omoide ni wa Mankai no" (その思い出には満開の)   | 06/06/2009          |  |
| 10 | "Kappa Faito!!" (カッパファイト!!)                     | 13/06/2009          |  |
| 11 | "Shōnen-tachi no Tōhikō" (少年達の逃避行)              | 20/06/2009          |  |
| 12 | "Hatsukoi Rimiteddo" (初恋限定)                        | 27/06/2009          |  |

### Âm nhạc
Bộ anime có 4 bài hát chủa đề, 1 mở đầu và 3 kết thúc. bài hát mở đầu có tên Future Stream do Sphere trình bày, đĩa đơn chứa bài hát đã phát hành vào ngày 22 tháng 4 năm 2009 với hai phiên bản giới hạn và bình thường, phiên bản giới hạn có đính kèm DVD chứa đoạn phim trình bày nhạc phẩm. Bài hát kết thúc thứ nhất có tên Hatsukoi limited (初恋 limited) và bài hát kết thúc thứ ba có tên Sora ni Mau (空に舞う) cả hai đều do marble trình bày, đĩa đơn chứa hai bài hát đã phát hành vào ngày 22 tháng 4 năm 2009. Bài hát kết thúc thứ hai là bài Gensou no Basho, Sorezore no Michi no Ue (幻想の場所、それぞれの道の上) cũng do marble trình bày, bài hát đã phát hành chung với album chứa các bản nhạc dùng trong bộ anime vào ngày 5 tháng 8 năm 2009. Một bộ 4 đĩa đơn chứa các bài hát do các nhân vật trình bày đã phát hành từ tháng 5 đến tháng 8 năm 2009.
| Future Stream    | Future Stream               | Future Stream |
| STT              | Nhan đề                     | Thời lượng    |
| ---------------- | --------------------------- | ------------- |
| 1.               | "Future Stream"             | 4:22          |
| 2.               | "Treasures!!"               | 4:09          |
| 3.               | "Future Stream (off vocal)" | 4:22          |
| 4.               | "Treasures!! (off vocal)"   | 4:06          |
| Tổng thời lượng: | Tổng thời lượng:            | 16:59         |

| Hatsukoi limited (初恋 limited) | Hatsukoi limited (初恋 limited)                                 | Hatsukoi limited (初恋 limited) |
| STT                             | Nhan đề                                                         | Thời lượng                      |
| ------------------------------- | --------------------------------------------------------------- | ------------------------------- |
| 1.                              | "Hatsukoi limited (初恋 limited)"                               | 4:09                            |
| 2.                              | "Sora ni Mau (空に舞う)"                                        | 4:05                            |
| 3.                              | "Hatsukoi limited (instrumental) (初恋 limited (instrumental))" | 4:08                            |
| 4.                              | "Sora ni Mau (instrumental) (空に舞う (instrumental))"          | 4:05                            |
| Tổng thời lượng:                | Tổng thời lượng:                                                | 16:27                           |

| Hatsukoi Limited. Character File Vol.1 (初恋限定。 キャラクターファイル Vol.1) | Hatsukoi Limited. Character File Vol.1 (初恋限定。 キャラクターファイル Vol.1) | Hatsukoi Limited. Character File Vol.1 (初恋限定。 キャラクターファイル Vol.1) |
| STT                                                                            | Nhan đề                                                                        | Thời lượng                                                                     |
| ------------------------------------------------------------------------------ | ------------------------------------------------------------------------------ | ------------------------------------------------------------------------------ |
| 1.                                                                             | "Hitorigoto -Kei- (ヒトリゴトー慧ー)"                                          | 1:56                                                                           |
| 2.                                                                             | "Koi no ribbon (恋のribbon)"                                                   | 3:52                                                                           |
| 3.                                                                             | "Hitorigoto -Rika- (ヒトリゴトーりかー)"                                       | 1:55                                                                           |
| 4.                                                                             | "Hikari no Kage (光の影)"                                                      | 4:18                                                                           |
| 5.                                                                             | "Koi no ribbon (instrumental) (恋のribbon (instrumental))"                     | 3:52                                                                           |
| 6.                                                                             | "Hikari no Kage (instrumental) (光の影 (instrumental))"                        | 4:15                                                                           |
| Tổng thời lượng:                                                               | Tổng thời lượng:                                                               | 20:08                                                                          |

| Hatsukoi Limited. Character File Vol.2 (初恋限定。 キャラクターファイル Vol.2) | Hatsukoi Limited. Character File Vol.2 (初恋限定。 キャラクターファイル Vol.2)             | Hatsukoi Limited. Character File Vol.2 (初恋限定。 キャラクターファイル Vol.2) |
| STT                                                                            | Nhan đề                                                                                    | Thời lượng                                                                     |
| ------------------------------------------------------------------------------ | ------------------------------------------------------------------------------------------ | ------------------------------------------------------------------------------ |
| 1.                                                                             | "Hitorigoto -Misaki- (ヒトリゴトー岬ー)"                                                   | 3:21                                                                           |
| 2.                                                                             | "Utsuriyuku Kisetsu wo Norikoete (移りゆく季節を乗り越えて)"                               | 4:42                                                                           |
| 3.                                                                             | "Hitorigoto -Meguru- (ヒトリゴトーめぐるー)"                                               | 2:34                                                                           |
| 4.                                                                             | "start!!"                                                                                  | 5:10                                                                           |
| 5.                                                                             | "Utsuriyuku Kisetsu wo Norikoete (instrumental) (移りゆく季節を乗り越えて (instrumental))" | 4:42                                                                           |
| 6.                                                                             | "start!! (instrumental)"                                                                   | 5:06                                                                           |
| Tổng thời lượng:                                                               | Tổng thời lượng:                                                                           | 25:35                                                                          |

| Hatsukoi Limited. Character File Vol.3 (初恋限定。 キャラクターファイル Vol.3) | Hatsukoi Limited. Character File Vol.3 (初恋限定。 キャラクターファイル Vol.3)               | Hatsukoi Limited. Character File Vol.3 (初恋限定。 キャラクターファイル Vol.3) |
| STT                                                                            | Nhan đề                                                                                      | Thời lượng                                                                     |
| ------------------------------------------------------------------------------ | -------------------------------------------------------------------------------------------- | ------------------------------------------------------------------------------ |
| 1.                                                                             | "Hitorigoto -Koyoi- (ヒトリゴト -小宵ー)"                                                    | 2:02                                                                           |
| 2.                                                                             | "sweet soda in"                                                                              | 3:39                                                                           |
| 3.                                                                             | "Hitorigoto -Nao- (ヒトリゴト -名央ー)"                                                      | 2:15                                                                           |
| 4.                                                                             | "Sora ni Mau ~Kono Hana Saku ya~ (空に舞う～コノハナサクヤ～)"                               | 4:08                                                                           |
| 5.                                                                             | "sweet soda in (instrumental)"                                                               | 3:39                                                                           |
| 6.                                                                             | "Sora ni Mau ~Kono Hana Saku ya~ (instrumental) (空に舞う～コノハナサクヤ～ (instrumental))" | 4:04                                                                           |
| Tổng thời lượng:                                                               | Tổng thời lượng:                                                                             | 19:47                                                                          |

| Hatsukoi Limited. Character File Vol.4 (初恋限定。 キャラクターファイル Vol.4) | Hatsukoi Limited. Character File Vol.4 (初恋限定。 キャラクターファイル Vol.4) | Hatsukoi Limited. Character File Vol.4 (初恋限定。 キャラクターファイル Vol.4) |
| STT                                                                            | Nhan đề                                                                        | Thời lượng                                                                     |
| ------------------------------------------------------------------------------ | ------------------------------------------------------------------------------ | ------------------------------------------------------------------------------ |
| 1.                                                                             | "Hitorigoto -Ayumi- (ヒトリゴトーあゆみー)"                                    | 2:19                                                                           |
| 2.                                                                             | "candy home"                                                                   | 3:51                                                                           |
| 3.                                                                             | "Hitorigoto -Soako- (ヒトリゴトーそあこー)"                                    | 2:48                                                                           |
| 4.                                                                             | "time slip"                                                                    | 4:01                                                                           |
| 5.                                                                             | "candy home (instrumental)"                                                    | 3:51                                                                           |
| 6.                                                                             | "time slip (instrumental)"                                                     | 3:57                                                                           |
| Tổng thời lượng:                                                               | Tổng thời lượng:                                                               | 20:47                                                                          |

| Hatsukoi Limited. Original Soundtrack (初恋限定。 オリジナルサウンドトラック) | Hatsukoi Limited. Original Soundtrack (初恋限定。 オリジナルサウンドトラック)                   | Hatsukoi Limited. Original Soundtrack (初恋限定。 オリジナルサウンドトラック) |
| STT                                                                           | Nhan đề                                                                                         | Thời lượng                                                                    |
| ----------------------------------------------------------------------------- | ----------------------------------------------------------------------------------------------- | ----------------------------------------------------------------------------- |
| 1.                                                                            | "Feel Your Heart"                                                                               | 2:16                                                                          |
| 2.                                                                            | "Future Stream"                                                                                 | 4:20                                                                          |
| 3.                                                                            | "Otome Hiyori (乙女日和)"                                                                       | 1:37                                                                          |
| 4.                                                                            | "Harikitte Iko~ (はりきっていこ~)"                                                              | 1:55                                                                          |
| 5.                                                                            | "Koi no Shunkan (恋の瞬間)"                                                                     | 2:07                                                                          |
| 6.                                                                            | "First Love Impression"                                                                         | 2:58                                                                          |
| 7.                                                                            | "Uwasa no Yajuu Z (噂の野獣Z)"                                                                  | 1:42                                                                          |
| 8.                                                                            | "Soyokaze ni Notte (そよ風に乗って)"                                                            | 2:44                                                                          |
| 9.                                                                            | "Chiisana Koujitsu (小さな好日)"                                                                | 2:04                                                                          |
| 10.                                                                           | "Koi no Etude (恋のエチュード)"                                                                 | 2:13                                                                          |
| 11.                                                                           | "Genzai Shinkoukei (現在進行形)"                                                                | 2:07                                                                          |
| 12.                                                                           | "Kokoro wa Kumorizora (心は曇り空)"                                                             | 1:29                                                                          |
| 13.                                                                           | "Nayami no Gen'in wa... (悩みの原因は...)"                                                      | 1:50                                                                          |
| 14.                                                                           | "Wonderful Days (ワンダフルデイズ)"                                                             | 2:02                                                                          |
| 15.                                                                           | "Yume no Naka no Waltz (夢の中のワルツ)"                                                        | 1:45                                                                          |
| 16.                                                                           | "Saenai na... (冴えないなぁ...)"                                                                | 1:33                                                                          |
| 17.                                                                           | "Anata no Yokogao (あなたの横顔)"                                                               | 2:11                                                                          |
| 18.                                                                           | "Kono Koi no Tadoritsuku Basho (この恋の辿り着く場所)"                                          | 1:39                                                                          |
| 19.                                                                           | "Soshite, Arukidasu (そして、歩き出す)"                                                         | 2:03                                                                          |
| 20.                                                                           | "Amanojaku na Kare to Kanojo (天邪鬼な彼と彼女)"                                                | 1:46                                                                          |
| 21.                                                                           | "Sorette Dou nano? (それってどうなの?)"                                                         | 1:40                                                                          |
| 22.                                                                           | "Troublesome Time (トラブルサムタイム)"                                                         | 1:36                                                                          |
| 23.                                                                           | "Sono Hitomi ni Utsuru Mono (その瞳に映るもの)"                                                 | 2:05                                                                          |
| 24.                                                                           | "Note no Rakugaki (ノートの落書き)"                                                             | 2:25                                                                          |
| 25.                                                                           | "Wishful Thinking!"                                                                             | 2:20                                                                          |
| 26.                                                                           | "Panic・Wave (パニック・ウェーブ)"                                                              | 1:52                                                                          |
| 27.                                                                           | "Bonnou no Sasayaki (煩悩の囁き)"                                                               | 1:37                                                                          |
| 28.                                                                           | "Narande Arukou (並んで歩こう)"                                                                 | 2:08                                                                          |
| 29.                                                                           | "Ren'ai no Kousaten (恋愛の交差点)"                                                             | 1:55                                                                          |
| 30.                                                                           | "Pure Heart"                                                                                    | 2:30                                                                          |
| 31.                                                                           | "Gensou no Basho, Sorezore no Michi no Ue (OST ver.) (幻想の場所、それぞれの道の上 (OST ver.))" | 2:07                                                                          |
| 32.                                                                           | "Setsunasa wa Itoshisa (切なさは愛しさ)"                                                        | 2:19                                                                          |
| 33.                                                                           | "Kono Kimochi, Tsutaetakute (この気持ち、伝えたくて)"                                           | 2:02                                                                          |
| 34.                                                                           | "Sunao ni Narenai (素直になれない)"                                                             | 3:08                                                                          |
| 35.                                                                           | "Motsureru Kotoba (もつれる言葉)"                                                               | 1:45                                                                          |
| 36.                                                                           | "Anata ga Suki Dakara (あなたが好きだから)"                                                     | 2:01                                                                          |
| 37.                                                                           | "Hatsukoi limited (TV size) (初恋limited (TV size))"                                            | 1:47                                                                          |
| Tổng thời lượng:                                                              | Tổng thời lượng:                                                                                | 01:17:38                                                                      |

### Khác
Một bộ thẻ hình dùng để sưu tập đã phát hành vào ngày 17 tháng 6 năm 2010 với 73 thẻ. Ngoài các thẻ hình thì bộ thẻ còn có cả các thẻ có chữ ký của các diễn viên tham gia lồng tiếng cho bộ anime.

## Đánh giá
Tập tankōbon đầu tiên của Hatsukoi Limited đã đứng hạng 10 trên bảng xếp hạng những manga bán chạy nhất trong tuần đầu tiên phát hành.
Tập anime đầu tiên của Hatsukoi Limited nó đã được Theron Martin đánh giá 4 trên 5 điểm (5 là điểm số cao nhất) trên Anime News Network với nhận xét "Phim thật sự rất vui nhộn thỉnh thoảng lại ngọt ngào". Carlo Santos thì đánh giá phim 2,5 trên 5 với nhận định "Phim sẽ hấp dẫn hơn nếu cốt truyện không bị xén bớt và tính cách của nhân vật không được trong sáng lắm", trong khi Carl Kimlinger đánh giá là 3,5 trên 5 với nhận định "Nhân vật nữ tràn đầy sức sống, người hâm mộ rất yêu thích anime vì nó làm mọi thứ trông thật hơn."